# Mensaangedreven voertuig

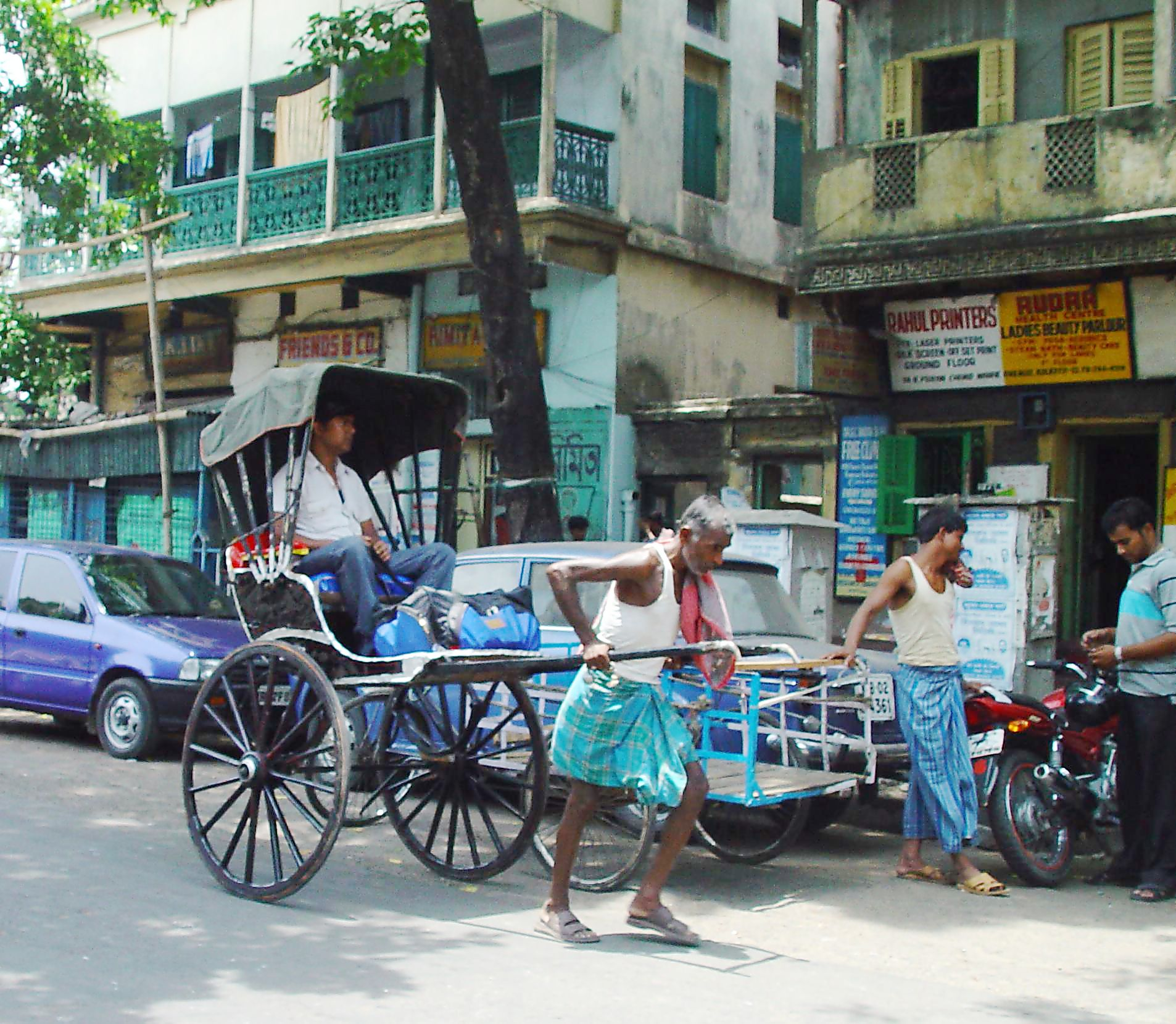
Riksja in India

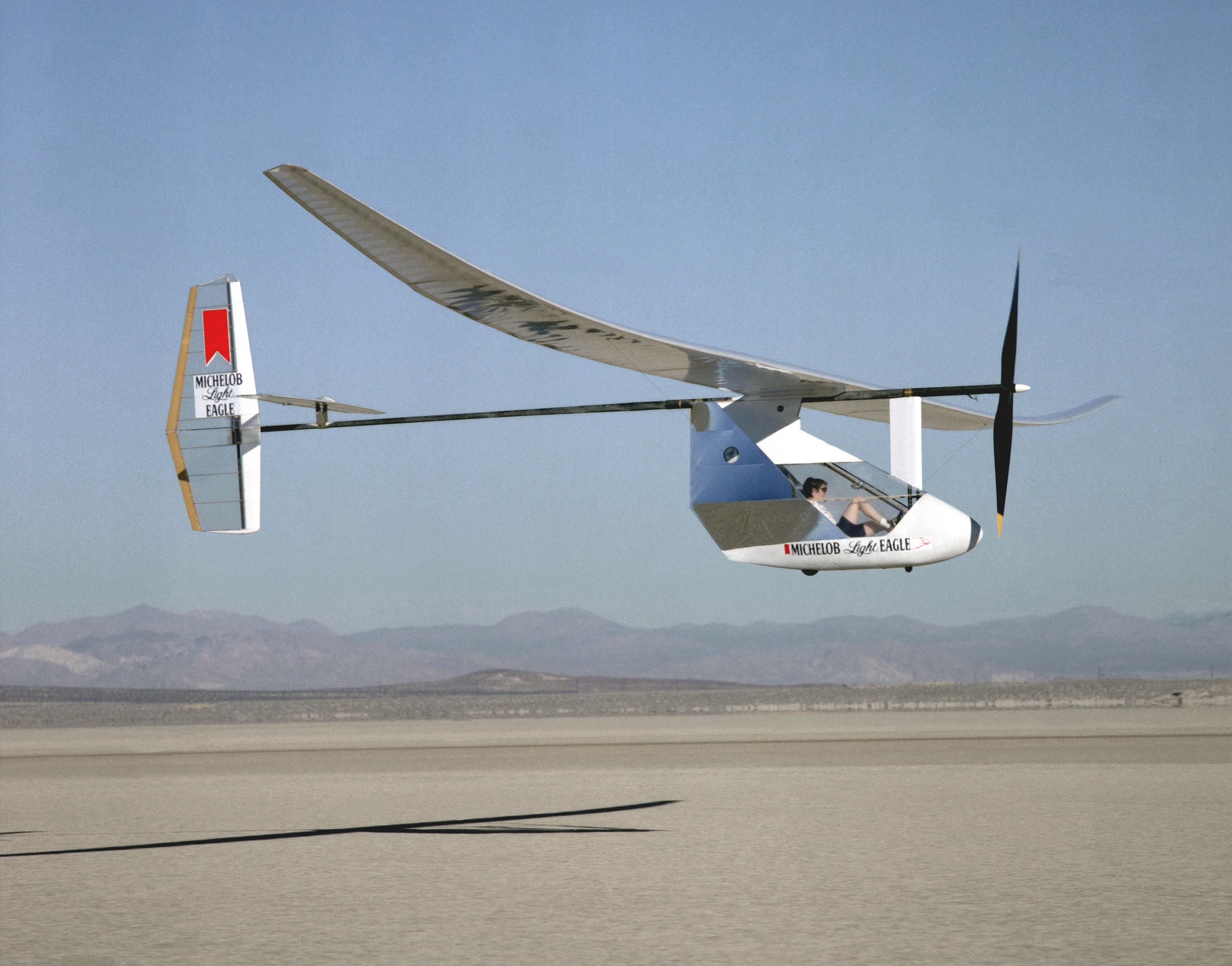
Mensaangedreven vliegtuig

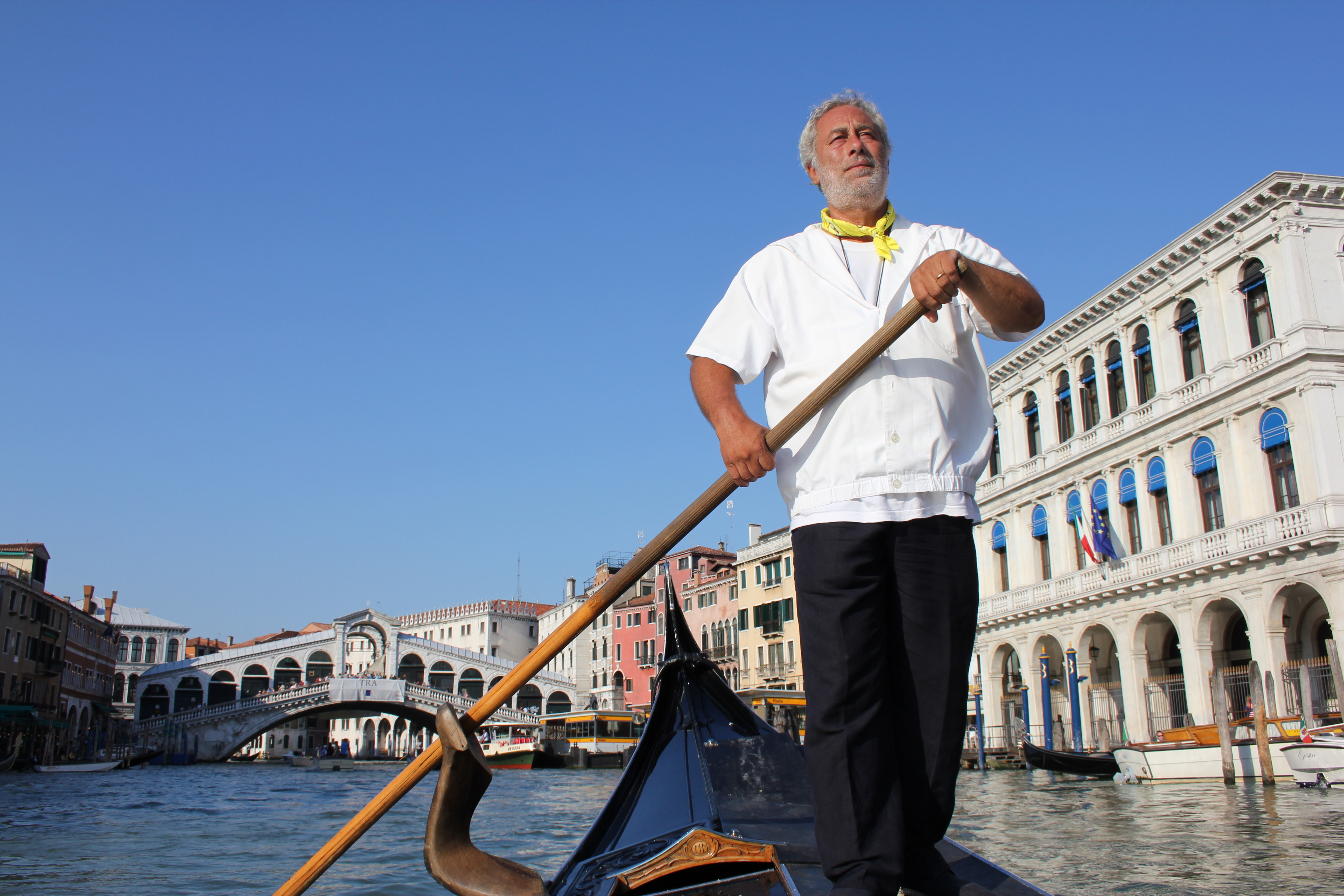
Gondelier

Mensaangedreven voertuigen is een aandrijving van voertuigen enkel gebaseerd op menselijke spierkracht. Alhoewel gemotoriseerde voertuigen menselijke aandrijving overtreffen in snelheid en laadvermogen, worden menselijke voertuigen nog steeds gebruikt. Fietsen is een populair transportmiddel in vele landen. Roeien en racefietsen wordt gedaan als hobby of als sport.

## Beschikbaar vermogen
Een sportief iemand kan zo'n 200 watt leveren voor langere tijd of 3 W/kg lichaamsgewicht, professionele topwielrenners halen tot 6 W/kg. Topsprinters kunnen tot 2000 W leveren tijdens de eindsprint naar de finish.

## Voertuigen en voortbewegingsmiddelen
- Bolderkar
- Draagstoel
- Fietsen, roeifietsen en ligfietsen (snelste op het land: record van 133,78 km/h[1][2])
- Gondel
- Kano
- Luchtfiets: een vliegtuig aangedreven met pedalen
- Mensaangedreven draagvleugelboot (snelste op het water[3])
- Mensaangedreven helikopter (enkel experimenteel[4])
- Riksja
- Roeiboot
- Rolschaatsen
- Schaatsen
- Skateboard
- Slee
- Step
- Trapauto
- Waterfiets

Sommige voertuigen kunnen ook bagage of passagiers meenemen (bv. bakfiets, riksja en gondel).